# Mammillaria neopalmeri
Mammillaria neopalmeri là một loài thực vật có hoa trong họ Cactaceae. Loài này được R.T. Craig mô tả khoa học đầu tiên năm 1945.